# Ester Workel

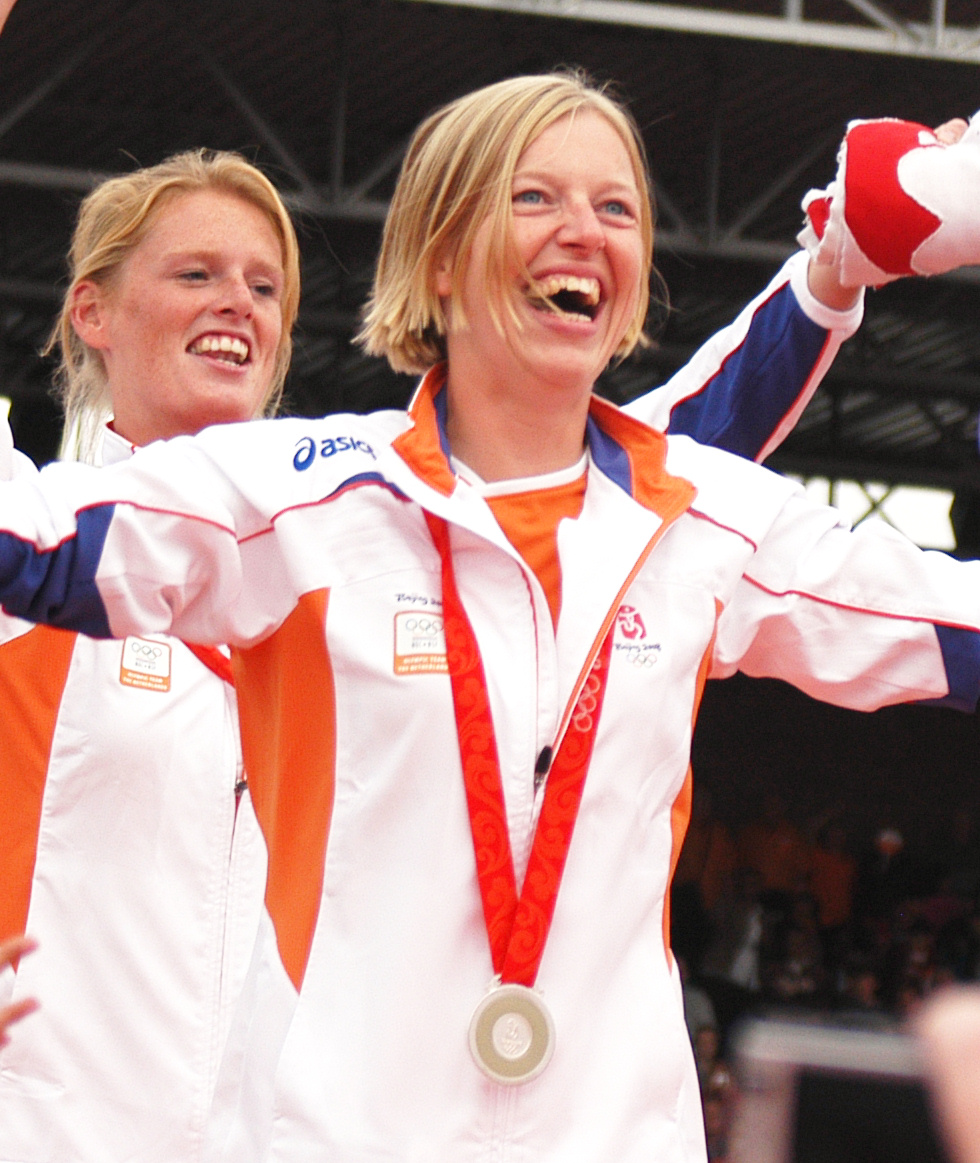
Ester Workel 2008 nach der Rückkehr von den Olympischen Spielen

Ester Workel (* 18. März 1975 in Haaksbergen) ist eine ehemalige niederländische Steuerfrau im Rudersport, die zwei olympische Medaillen im Achter gewann.
Workel begann erst 1994 mit dem Rudersport. Ihre erste Teilnahme an einer großen internationalen Meisterschaft endete mit dem achten Platz bei den Weltmeisterschaften 2001 in Luzern, als sie den niederländischen Achter auf den zweiten Platz des B-Finales steuerte. 2004 kehrte sie in den niederländischen Achter zurück und steuerte das Boot bei den Olympischen Spielen 2004 in Athen auf den dritten Platz hinter den Booten aus Rumänien und aus den Vereinigten Staaten. Bei den Weltmeisterschaften 2005 in Gifu gewann der niederländische Achter erneut Bronze, diesmal hinter den Australierinnen und den Rumäninnen. Nach mehreren zweiten Plätzen gewann Ester Workel 2007 in Amsterdam erstmals ein Weltcup-Rennen mit dem Achter. Bei den Ruder-Weltmeisterschaften 2007 belegte das Boot nur den siebten Platz. Nach zwei vierten Plätzen im Weltcup 2008 gelang dem Achter im Olympiafinale in Peking ein eher überraschender zweiter Platz hinter den US-Amerikanerinnen und vor den Rumäninnen.